# 18 brumaire’a Ludwika Bonaparte
18 brumaire’a Ludwika Bonaparte – pamflet polityczny napisany przez Karola Marksa między grudniem 1851 i marcem 1852. Po raz pierwszy ukazał się w niemieckojęzycznym periodyku Rewolucja wydawanym przez Josepha Weydemeyera w Nowym Jorku w 1869 roku.
Tekst jest analizą dokonanego we Francji przez Ludwika Napoleona Bonapartego zamachu stanu 2 grudnia 1851. Marks stosuje w pracy opracowaną przez siebie metodologię materializmu historycznego. Porównuje zamach stanu do przejęcia władzy przez Napoleona Bonapartego w 1799. W przedmowie Marks stwierdził, iż celem pracy było udowodnienie, jak przebieg walki klasowej we Francji stworzył takie stosunki i okoliczności, które pozwoliły postaci groteskowo przeciętnej odegrać rolę bohatera. W dziele tym Marks analizował również rolę jednostek i sytuacji ekonomicznej w kreowaniu historii.
Wielu późniejszych badaczy autorytaryzmu i faszyzmu interesowało się przedstawioną w pracy marksistowską koncepcją historiograficzną. Do dzisiaj książka jest uważana przez marksistów za jedną z kluczowych analiz Marksa.
Niektórzy inni badacze zwrócili uwagę na podniesioną przez Marksa kwestię uwikłania reprezentacji politycznej i odróżnienia jej od po prostu przedstawienia. Zrobiła to między innymi Gayatri Spivak w swoim głośnym eseju "Can the Subaltern Speak?" z 1988 roku.